# Pyroxenit

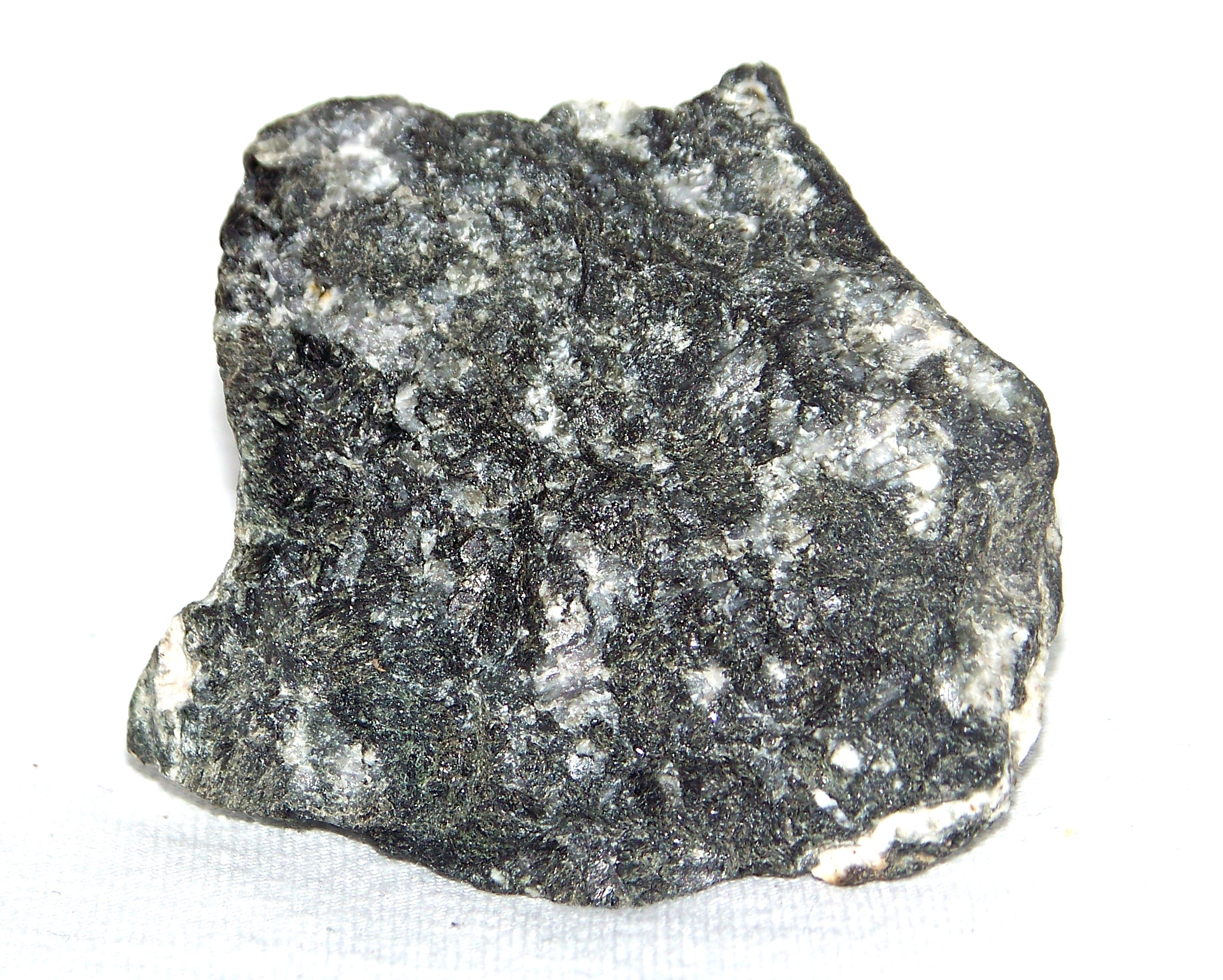
Pyroxenit från Sobótka i Polen.

Pyroxenit är en magmatisk bergart som huvudsakligen består av mineralet pyroxen. Övriga mineral som kan förekomma i bergarten är oxider, biotit, plagioklas, olivin, amfibol, platinamineral samt sulfider. Pyroxenit bildas djupt ner i jordskorpan. Vittrade ytor av bergarten är ofta rostbruna medan ytor som inte vittrat har en grön till grönsvart färg. Kristallerna i bergarten är grova, de är ofta 1-5 mm men även större förekommer.  Pyroxenit kan förekomma som kumulat vilket innebär att den successivt kristalliserat i lager i en magmakammare. 